# USS LST-338
O USS LST-338 foi um navio de guerra norte-americano da classe LST que operou durante a Segunda Guerra Mundial.